# Plaza de Nuestra Señora del Pilar

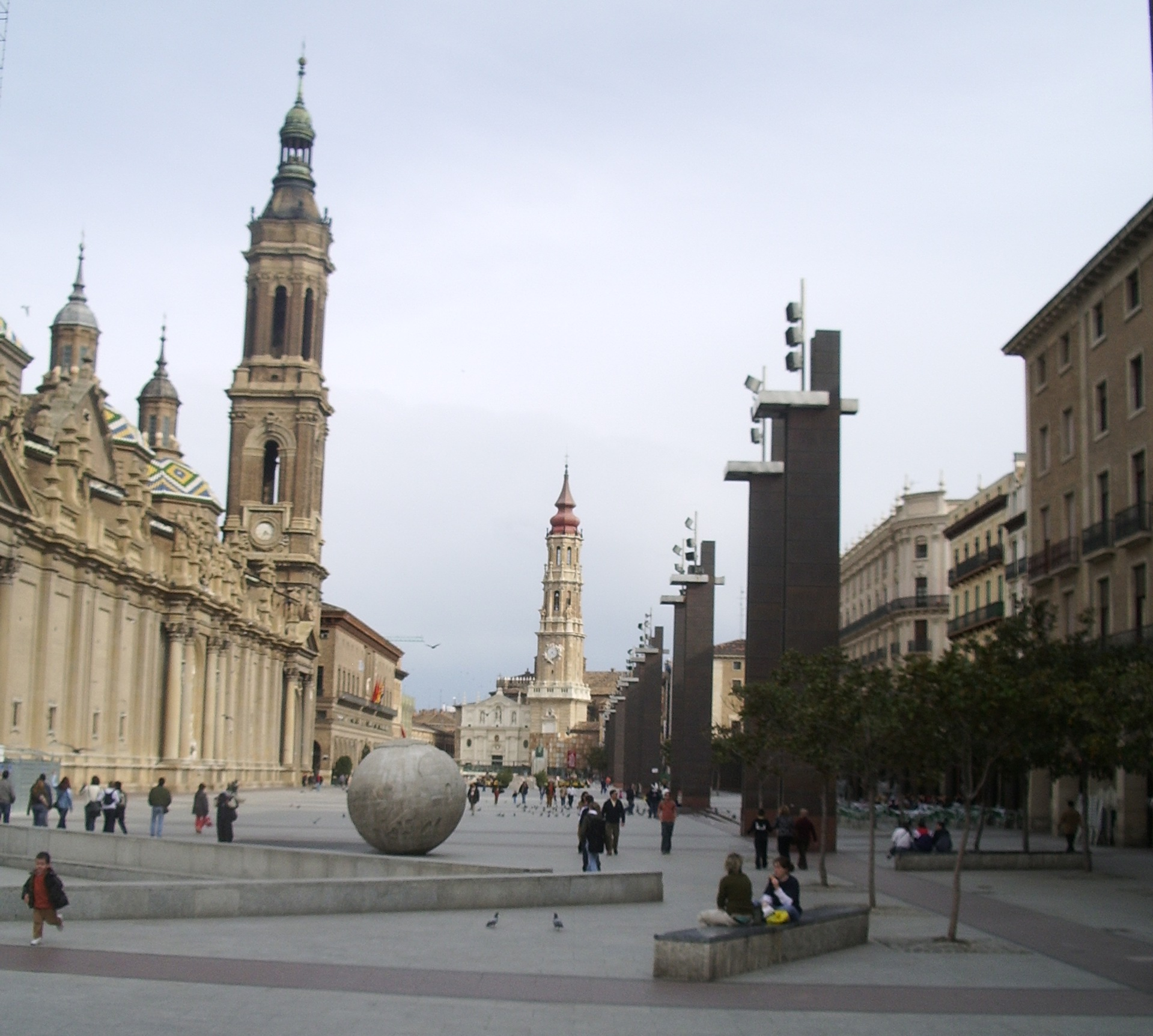
Plaza del Pilar, con la basílica a la izquierda.

La Plaza de Nuestra Señora del Pilar o simplemente Plaza del Pilar es uno de los centros populares más concurridos en Zaragoza, España. En ella se encuentra la Catedral-Basílica de Nuestra Señora del Pilar, donde es venerada la advocación mariana homónima. Es conocida con el sobrenombre de «el salón de la ciudad», ya que en ella se realizan numerosas fiestas públicas. También suele llamársele Plaza de las Catedrales, pues aquí se encuentran las dos catedrales de Zaragoza: la Seo y el Pilar. A la plaza se accede por medio de las calles Don Jaime I y Alfonso I.
La Plaza del Pilar es la plaza peatonal más grande de la Unión Europea y la segunda más grande del continente solo por detrás de la Plaza Roja de Moscú. Es la única de España con dos catedrales en la misma plaza.
En esta plaza se encuentran, además de la Basílica del Pilar, edificios como la Lonja, el Ayuntamiento, la Fuente de la Hispanidad, la Catedral del Salvador (La Seo) y el Monumento a Goya. Se halla también, cerca de la Lonja, el cenotafio del pintor Francisco de Goya.

## Historia

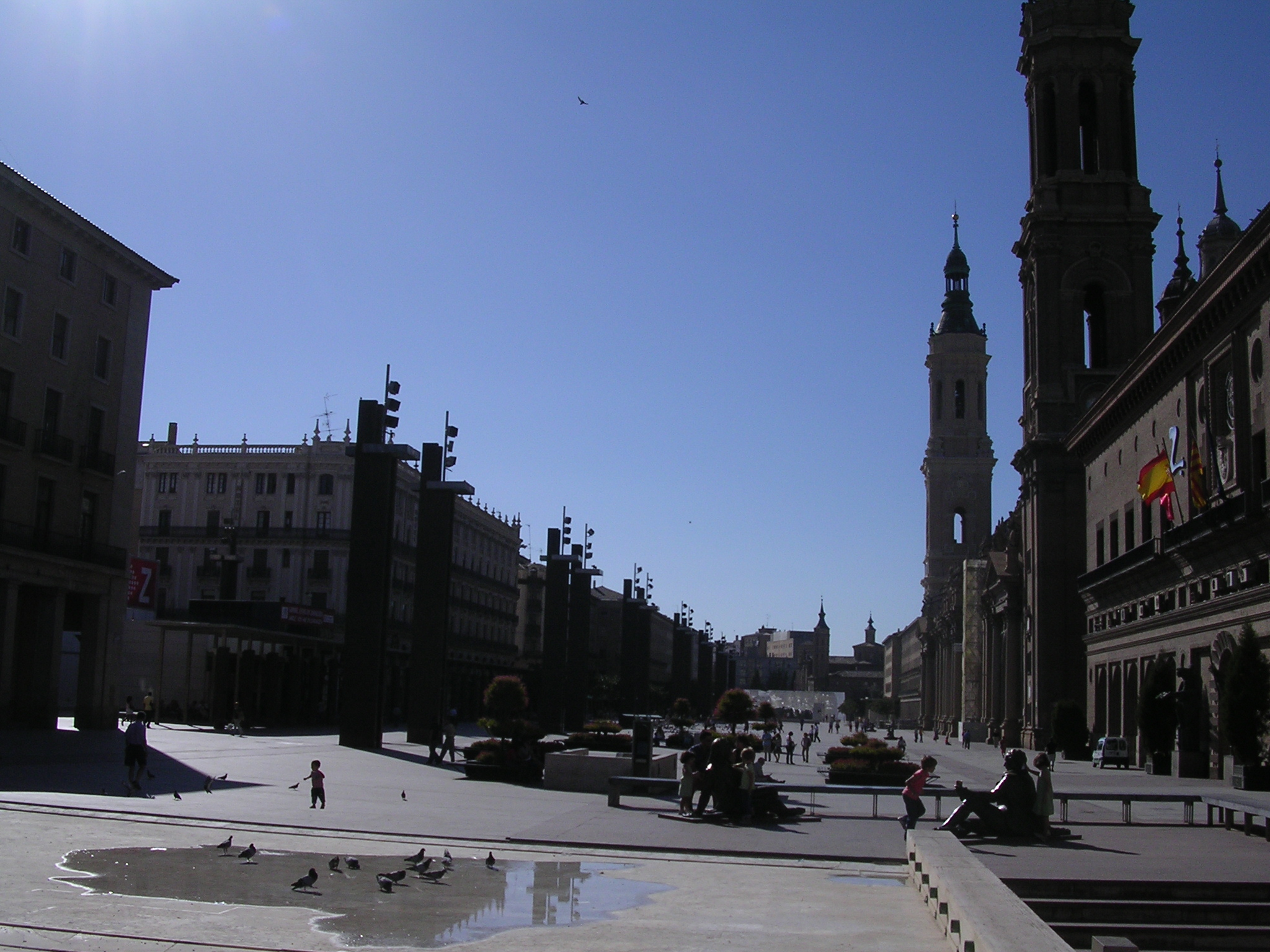
La Plaza del Pilar desde el Monumento a Goya. A la derecha, la Basílica.

Se conoce la existencia de la plaza, aunque de menores dimensiones a las actuales, desde el siglo XVI, donde básicamente se celebraban actos de diversión para el pueblo de la capital de Aragón. Ya antes, en el siglo XIII, el espacio que hoy ocupa la plaza había servido de cementerio para la población de Zaragoza, de acuerdo a un mandato del obispo Sancho de Ahonés. Este hecho es certificado por un codicilo de 1343.
Juan de Arruego señala que en 1647 la plaza era considerada un lugar de diversiones profanas en Zaragoza, pues ese año se solicitó a la Congregación de Ritos que no se ejecutará procesión alguna en dicho espacio, con excepción de la de Santa Ana, concedida por privilegio apostólico.
La reforma barroca hecha al Pilar en 1681 provocó la ampliación de la plaza hasta la fachada del Pilar. Se suscitó un problema debido a la altura del espacio, pues llegaron a ser necesarias gradas para bajar al templo del Pilar. El 26 de noviembre de 1717, el Cabildo de Zaragoza llegó a la conclusión de que debía desmontarse la plaza a fin de evitar el derribamiento de numerosas casas y edificios aledaños a la construcción. La obra comenzó ese mismo día y se completó con éxito el 2 de enero de 1718. En total, fueron retirados casi trece mil estados de tierra. Hasta entonces, se le conocía vulgarmente como «escalerillas del Pilar».
En 1939, luego de la devastadora guerra civil, de la que Zaragoza no resultó indemne, se añadió a la plaza un terreno obtenido de la demolición de 21 calles, plazas y plazuelas. Se consiguió así el aspecto que hoy se conoce de la plaza: un amplio espacio rectangular con jardines, arbolado y aparcamientos.
En la década de los 80, los alcaldes zaragozanos Francisco Caballero, Luis Gómez Laguna y Antonio González Triviño, promovieron la destrucción de jardines y arbolado, para en su lugar construir un aparcamiento subterráneo. Como parte de su proyecto, se trasladó el monumento a los caídos al cementerio de Torrero. También se descubrieron ruinas romanas en la contigua plaza de la Seo, lo que dio origen al museo del Foro Romano de Caesaraugusta. En 1989 se realiza la última transformación de la plaza, que la convierte en un inmenso erial de granito, y se colocan torres metálicas para la iluminación general.
Por último, en 1991, el Ayuntamiento ordenó la colocación de la fuente de la Hispanidad en la plaza, como parte de las celebraciones por el V Centenario del Descubrimiento de América.

## Descripción
Su diseño enteramente peatonal no permite el cruce de automóvile. A ella se accede por las calles Alfonso I y Don Jaime I, por algunas callejuelas del casco histórico, por la avenida de César Augusto y por el paseo de Echegaray y Caballero.
Algunos de los eventos importantes que se realizan en la plaza durante el año son las fiestas del Pilar, la ofrenda de flores a la Virgen, los festejos por el Año Nuevo y gran cantidad de conciertos y actos culturales.
En 1862, Mariano Nougués Secall describió así la plaza:

Esta plaza tiene de longitud setecientos treinta y cinco palmos y doscientos ochenta y ocho de longitud; la ocupa por el norte toda la fachada del Templo; pero no es lo admirable la extensión de este cuadrilongo, sino la manera con que se formó.
Mariano Nougués Secall op. cit, pág. 337.

## Sitios relevantes ubicados en la Plaza del Pilar

### Basílica de Nuestra Señora del Pilar

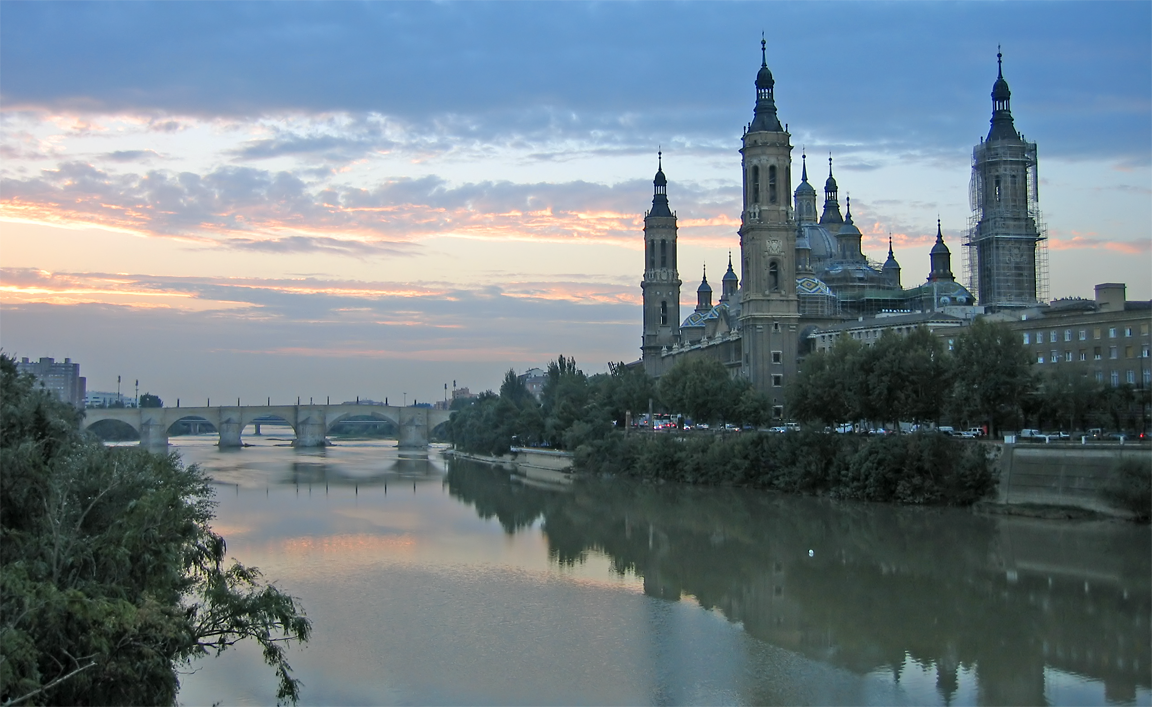
El Pilar. Vista desde el Ebro.

Es el templo barroco más grande de España y uno de los más importantes de su época. Da nombre a la Plaza del Pilar. Está considerado como el primer templo mariano de la Cristiandad, puesto que en él se conserva y venera el pilar  que, según la tradición, fue puesto por la Virgen María, quien viviendo aún en Jerusalén, se habría aparecido en carne mortal al apóstol Santiago el día 2 de enero del año 40.
El templo se articula en tres naves, de igual altura, cubiertas con bóvedas de cañón, en las que se intercalan cúpulas y bóvedas de plato, que descansan sobre robustos pilares. El exterior es de ladrillo caravista, siguiendo la tradición de construcción en ladrillo aragonesa, y el interior revocado en estuco. La nave central se halla dividida por la presencia del altar mayor bajo la cúpula central. El altar está presidido por el gran retablo mayor de la Asunción, perteneciente a la anterior iglesia gótico-mudéjar de Santa María la Mayor, realizado por Damián Forment en el siglo XVI.
Bajo las otras dos cúpulas elípticas de la nave central, se dispuso la Santa Capilla de la Virgen del Pilar, y el coro y órgano, que también procedían de la colegiata predecesora. Actualmente el coro y órgano, se encuentran desplazados, al siguiente tramo, para dotar de mayor espacio los tramos del altar mayor.

### Catedral del Salvador de Zaragoza

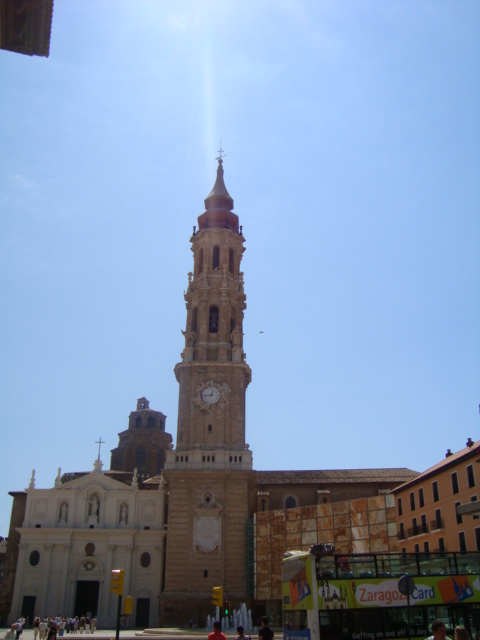
La Plaza del Pilar. Al fondo, la catedral de la Seo de Zaragoza.

Catedral metropolitana de Zaragoza junto con la Basílica de Nuestra Señora del Pilar. Habitualmente llamada «la Seo» (sede arzobispal en aragonés) en contraposición a «el Pilar». Construida en el solar del antiguo foro romano de Caesaraugusta y de la mezquita mayor de Saraqusta, de cuyo minarete todavía perduran elementos en la torre actual. El edificio fue comenzado en el siglo XII en estilo románico y ha sido objeto de muchas reformas y ampliaciones hasta 1704 en que se coloca el chapitel barroco rematando la torre.
De los diversos estilos que la componen, los elementos más importantes son los siguientes:
- Románico: en el exterior, la parte inferior del ábside. Todavía se conserva el interior románico del ábside, pero actualmente está oculto tras el retablo gótico. En la sacristía, el «olifante» de Gastón de Bearn, tallado en marfil del siglo XI y los bustos-relicarios de San Valero (patrón de Zaragoza), San Vicente y San Lorenzo donados por el antipapa Benedicto XIII.[16]
- Gótico: mezclado con el mudéjar, sobre todo en la parte superior del exterior del ábside. La planta actual del templo también es gótica, fruto de diversas ampliaciones. Actualmente se trata de una Iglesia de planta salón o Hallenkirche, formada por cinco naves de igual altura, cubiertas por sugerentes bóvedas de crucería, que van desde la bóveda de crucería simple, pasando por las llamadas de terceletes, hasta las de crucería estrellada, fruto del llamado gótico flamígero o final. Las bóvedas descansan sobre esbeltos pilares fasciculados, coronados con capiteles con ornamentación vegetal los más antiguos y con motivos heráldicos los de los pies de la catedral que ya fueron realizados en el siglo XVI. Magnífico retablo mayor de alabastro polícromo realizado por Pere Johan y Hans de Suabia, que está considerado como una obra capital del gótico europeo. Sillería del coro. Museo de tapices flamencos de los siglos XV, XVI y XVII, una de las 3 mejores colecciones del mundo. En la capilla funeraria de San Miguel (parroquieta), se encuentra el sepulcro del arzobispo don Lope Fernández de Luna del siglo XIV.[17]
- Mudéjar: muro exterior de la Parroquieta de San Miguel y en su interior techumbre dorada de madera. Parte superior del exterior de los ábsides. El mudéjar aragonés ha sido declarado Patrimonio de la Humanidad. De bella factura y buenas proporciones, es el actual cimborrio, que corona el crucero de la catedral e ilumina el presbiterio, realizado en el siglo XVI, a caballo entre las postrimerías del gótico-mudéjar y el incipiente estilo Renacentista.[18]
- Renacentista: cabe destacar el trascoro con sus capillas, así como la Capilla de San Bernardo, esculpida en alabastro, la de los Arcángeles y la de San Pedro Arbués de estilo isabelino.[19]
- Barroco: el campanario de la Seo, que fue proyectado por el arquitecto italiano Juan Bautista Contini. También es barroca la fachada clasicista, que actualmente es considerada la principal del templo, junto a la torre, aunque en realidad corresponda al acceso de un brazo del transepto. También hay que destacar la decoración de algunas capillas y sobre todo las portadas interiores de las mismas.[20]

### Lonja de Zaragoza

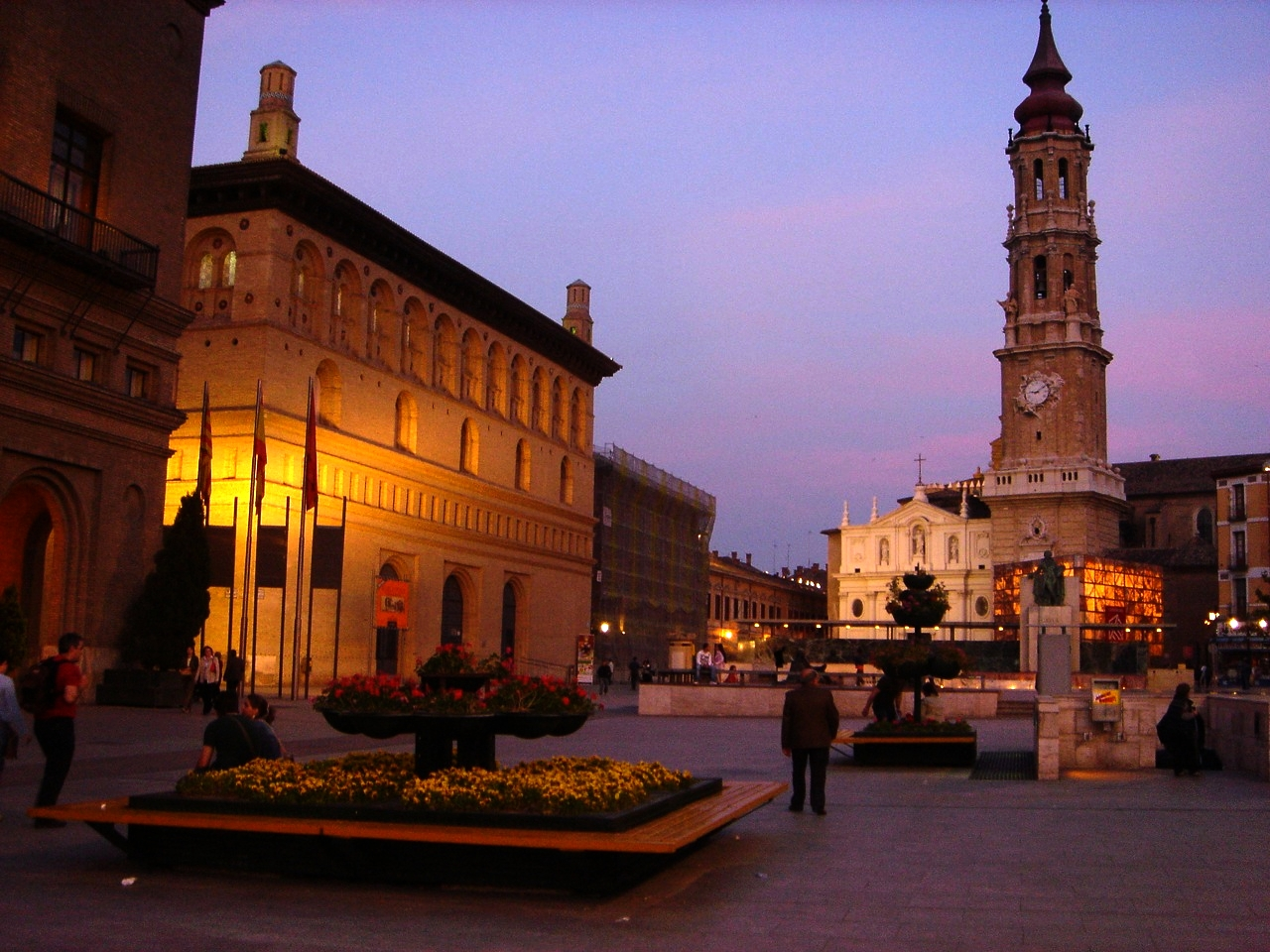
Plaza del Pilar de noche. A la izquierda, la Lonja.

Es un edificio civil de estilo renacentista construido en la primera mitad del siglo XVI en Zaragoza (1541-1551), como recinto destinado a actividades económicas. Hoy es sala de exposiciones del Ayuntamiento.
El arquitecto o maestro de obras de la Lonja fue Juan de Sariñena, encargado de ello por iniciativa del Concejo de la ciudad y patrocinado por Hernando de Aragón.
Se trata del edificio plenamente renacentista más importante de Aragón. También fue el primero en adoptar este estilo, con influencia de los palacios florentinos del quattrocento italiano, aunque adaptado al ladrillo, con los matices del mudéjar aragonés. Podemos observar en la decoración unos retratos de yeso policromado, que se supone que son los personajes importantes de la época.
El material constructivo es el ladrillo, lo que es habitual en la arquitectura aragonesa, donde no es considerado como material pobre gracias a la influencia del arte islámico (que podemos observar en La Aljafería) y al mudéjar.
De planta rectangular, se estructura en sus fachadas en tres alturas, que no reflejan el volumen interior, que es de un piso único. En altura hay una galería de arcos de medio punto geminados.

### Ayuntamiento de Zaragoza

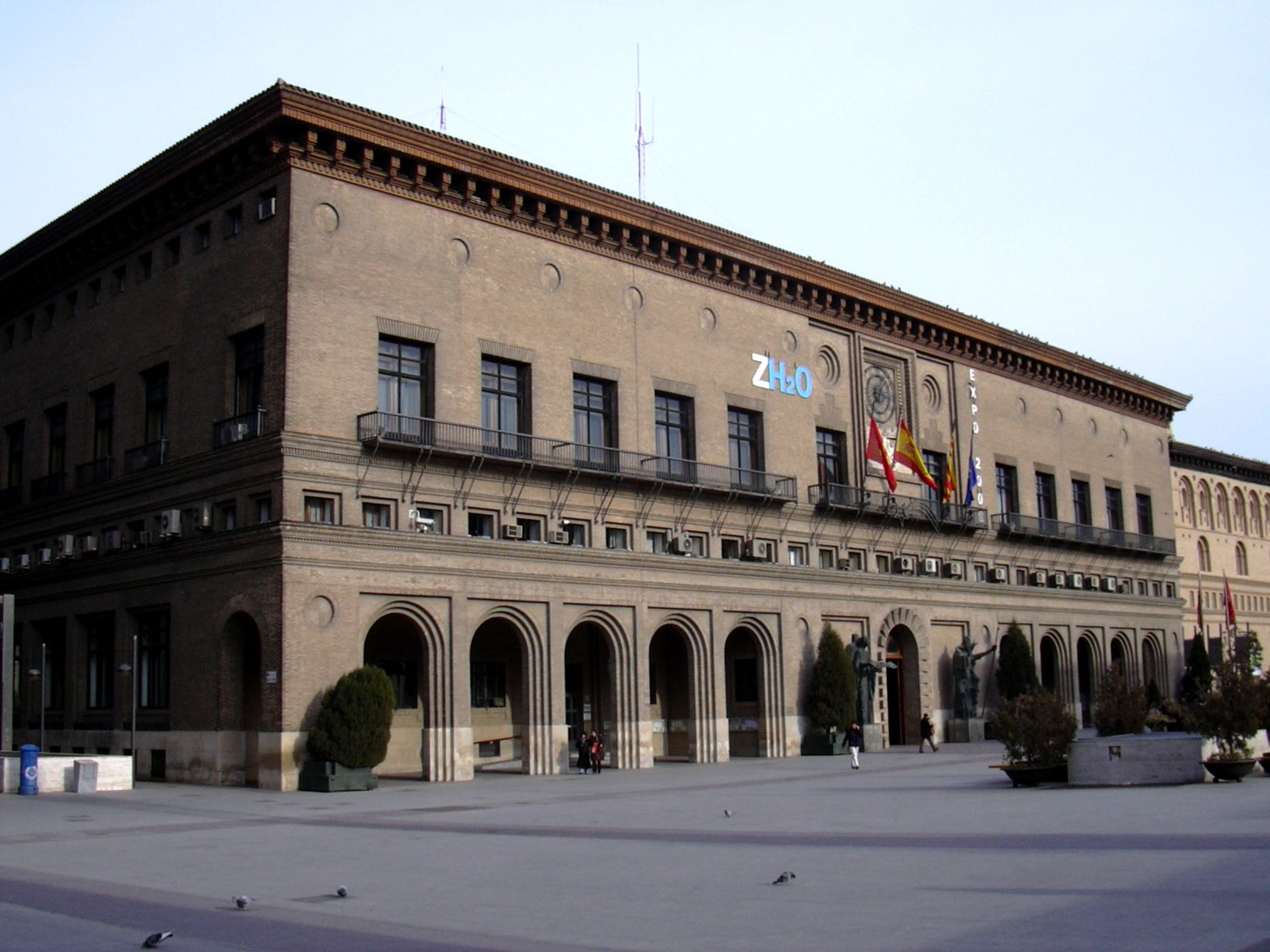
Vista de la Casa Consistorial de Zaragoza.

El edificio del Ayuntamiento, también llamado Casa Consistorial, se empezó a construir en 1946 y se inauguró en 1965, aunque el proyecto se presentó en 1941. Cabe destacar la fachada (imitando al renacimiento aragonés), la techumbre mudéjar, las escaleras y los salones.

### Monumento a Goya

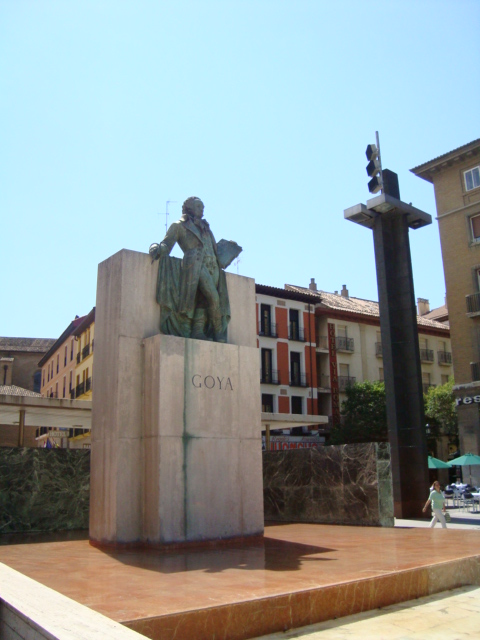
Monumento a Goya.

El monumento rinde homenaje al máximo pintor nacido en tierras aragonesas, pues Francisco de Goya era oriundo de Fuendetodos.
Federico Marés dirigió las obras del monumento, concebido originalmente como estatua pintoresca con dos mujeres ataviadas como majas del siglo XVIII, que inmortalizara Goya en los cartones para tapices.
La figura del pintor, sita en un alto y escalonado pedestal, preside el conjunto. Su egregia estatua tiene las piernas dobladas y sostiene un pincel entre las manos. En una de las paredes del monumento aparece la frase de Goya: «La fantasía abandonada de la razón produce monstruos, pero unida a ella es la madre de las artes».
En principio se le ubicó en un conjunto de árboles. Al secarse estos, se trasladó a su actual emplazamiento.

### Fuente de la Hispanidad

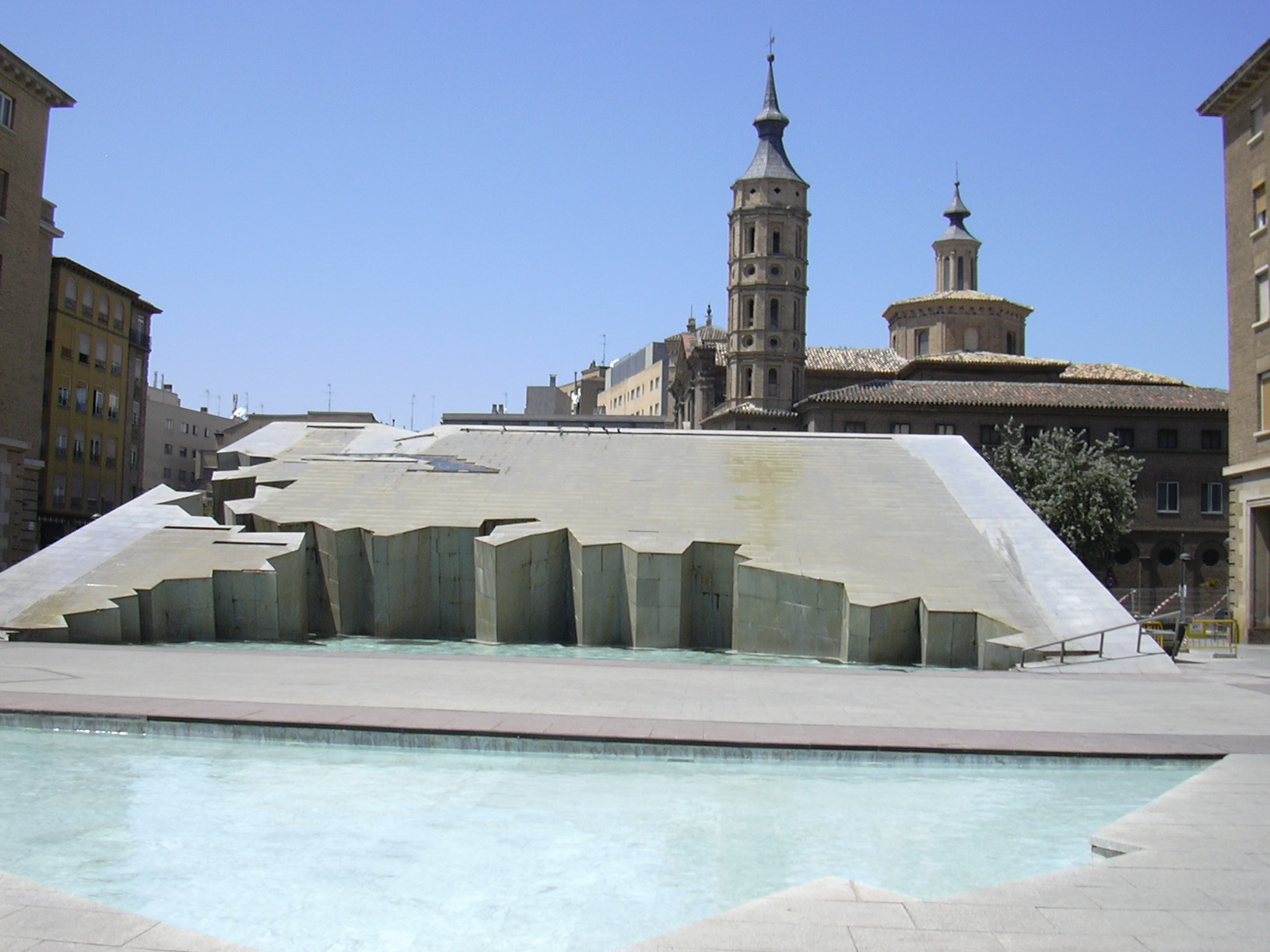
Fuente de la Hispanidad.

La Fuente de la Hispanidad se encuentra en el oeste de la plaza, justo enfrente de la iglesia de San Juan de los Panetes. Como parte de las remodelaciones hechas a la Plaza del Pilar en 1991, se edificó esta fuente en honor a la Hispanidad, pues la Virgen es su patrona.
Su figura dibuja el mapa de Latinoamérica. En la parte superior norte una estría forma el mapa de la Península de Yucatán y Centroamérica. Una cascada cae en el estanque que simula formar Sudamérica y la Tierra de Fuego.